# لزيرك (بالا لاريجان)
لزیرك (بالفارسية: لزیرک) هي قرية تقع في إيران في قسم بالا لاریجان الريفي.